# Obléhání Paříže (885–886)
Obléhání Paříže v letech 885–887 bylo čtvrté obléhání vikingy v dějinách města. Obléhání začalo v listopadu 885. Bylo po roce přerušeno příchodem císaře Karla III., který slíbil Normanům zaplatit 700 liber stříbra a nechat je drancovat Burgundsko. Obléhání města skončilo definitivně v květnu 887 vyplacením slibované částky. Tato událost přispěla k diskreditaci karolínské dynastie a k nástupu Kapetovců. Obléhání Paříže popisuje mnich Abbon z opatství Saint-Germain-des-Prés.

## Historie

### Historický kontext
Už v roce 799 podnikli vikingové první útok na Karolínskou říši. Vikingové se od té doby pokoušeli pronikat po celém kontinentu a v ústích řek zakládali své osady. V květnu 841 dánský Viking Oscher pronikl po Seině do Rouenu, které 12. května dobyl a vyplenil, stejně jako klášter Jumièges. Tím začala série útoků Vikingů plavících se do vnitrozemí po řekách. Po pauze mezi lety 870 a 880 po porážce Dánů v Anglii v bitvě u Ethandunu a míru s Alfredem Velikým, králem Wessexu, vikingové znovu zahájili nájezdy proti Frankům. V roce 879 zpustošili břehy Sommy, ale v roce 881 byli poraženi v bitvě u Saucourt-en-Vimeu Ludvíkem III. Následující rok napadli Lotharingii. V roce 882 je císař Karel III. obléhal v dnešním Limburgu, ale místo útoku upřednostnil zaplacení výkupného 2800 liber stříbra a tak velitelé Godfred, Sigfred a Vurm opustili oblast v červenci 882. Na jaře roku 883 znovu vyplenili Flandry a po jejich porážce králem Karlomanem II. se usadili v Amiensu. 2. února 884 jim Karloman nabídl 12 000 liber stříbra, aby město opustili, což udělali v říjnu. Odešli do Boulogne, někteří přepluli do Anglie, jiní přezimovali v Lovani. Když se v roce 884 Karel III. stal po smrti Karlomana králem Západofranské říše, nařídil společnou expedici Franků z Neustrie a Lotharingie proti Vikingům v Louvainu, která ale selhala. Dánové rozhodli o velké výpravě proti Západofranské říši a zvolili si Rouen jako místo soustředění.

### Obléhání
Z Rouenu flotila lodí odplula po Seině k Pont-de-l'Arche, kde byla zastavena opevněným mostem postaveným Karlem Holým. Zde byli napadeni Ragenoldem, vévodou z Maine spolu s vojáky Neustrie a Burgundska. Ragenold byl v boji zabit. Flotila pokračovala proti proudu řeky do Pîtres, poblíž soutoku s Andelle. Vikingové dorazili do Paříže 24. listopadu 885. Druhý den vikingský vůdce Siegfried požádal o slyšení s nejvyšším zástupcem města. Byl přijat biskupem Gozlinem. Siegfried žádal, aby Pařížané nechali flotilu plout dále proti proudu, výměnou za to nebude město napadeno. Gozlin tento návrh odmítl. Dne 26. listopadu 885 vikingové zahájili svůj první útok na Grand Châtelet, který byl tehdy nedokončenou kamennou věží, která uzavírala vstup na Grand Pont na pravém břehu. Pařížský hrabě Odo se při obraně města mohl spoléhat na efektivní obranná zařízení – mosty se strážními věžemi. První útok ztroskotal a boje pokračovaly 27. a 28. listopadu. Útok na Grand Châtelet byl opět neúspěšný. Dánové se pokusili zničit zeď podkopáním, ale byli zahnání vroucím olejem, voskem a smolou. To je donutilo změnit taktiku. Po dvou dnech bojů se rozhodli město obléhat. Od poloviny 9. století Pařížané čelili několika vikingským útokům v letech 845, 856, 861 a 876 a město již bylo dobře opevněno. Vikingové rozbili svůj tábor poblíž kostela Saint-Germain-le-Rond.

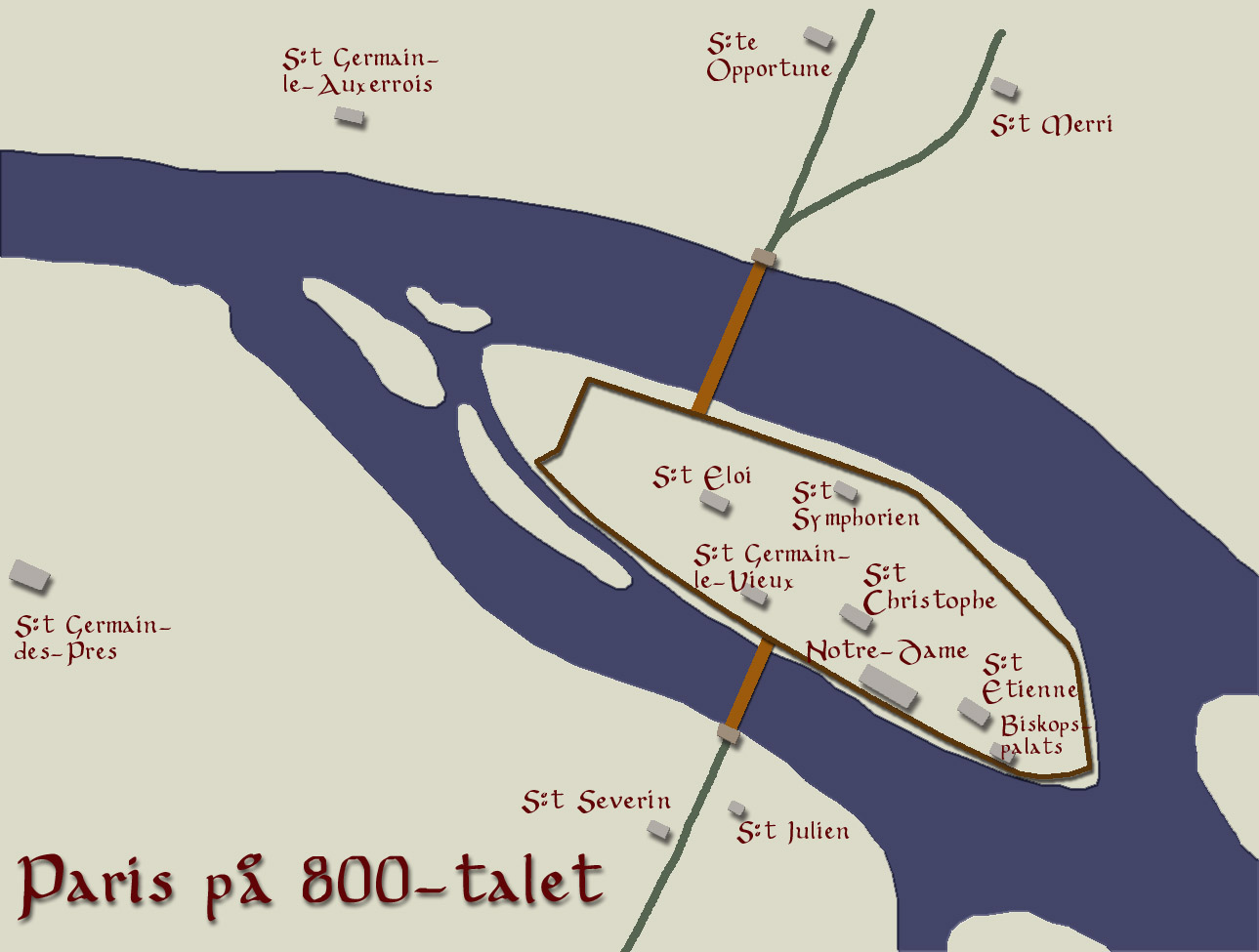
Plán Paříže v 9. století s vyznačením kostelů a klášterů

Dne 31. ledna 886 se vikingové rozdělili do tří skupin a zahájili útok po řece i po zemi na Grand Châtelet a na most na pravém břehu, ale nepodařilo se jim překonat odpor Franků. Útok pokračoval 1. února, kdy se vikingové snažili zasypat příkopy, aby mohli zaútočit beranidly. Byli ale zahnáni palbou z trebuchetů a dalších zbraní. Pokusili se proto zapálit most vrháním pochodní, ale neúspěšně. Dne 3. února Normané ustoupili do svého tábora. Siegfried se stáhl se svými vojáky a plenil východ Francie kolem Remeše, jak dokládají dobové záznamy arcibiskupa Foulquese.
Dne 6. února 886 se Normanům podařilo dobýt Petit Châtelet, který bránil Petit-Pont na levém břehu Seiny. Rozvodněná Seina ho izolovala od ostrova Cité. Po této epizodě obléhání pokračovalo. 16. února část Normanů zaútočila bez úspěchu na Chartres, byli také poraženi u Le Mans, ale dobyli a vyplenili Évreux.
V březnu 886 se biskup Gozlin obrátil na pomoc hraběte z Boulogne Erkengera a hraběte Henriho de Franconie, ale tento pokus o záchranu Paříže selhal. Po jejich odchodu se Normané usadili na levém břehu Seiny poblíž Saint-Germain-des-Prés. Hrabě Odo a biuskup Gozlin navázali jednání s náčelníkem Siegfriedem a nabídli mu 60 liber stříbra za jeho odchod. Po jeho zaplacení Siegfried odvedl své vojsko k dobytí Bayeux, ale někteří vojáci jej odmítli následovat a nadále neúspěšně útočili na město. Biskup Gozlin zemřel 16. dubna při epidemii, která vypukla ve městě. V květnu hrabě Odo tajně opustil město, aby vyjednal pomoc u císaře. Vedení obrany Paříže převzal Ebles, opat ze Saint-Denis.
Dne 30. července 886 se císař Karel III. Tlustý po svém návratu z Itálie rozhodl vytáhnout proti Normanům v Paříži. Pohyb vojska však zpomaloval déšť a záplavy. Koncem srpna se Normanům podařilo přemoci obránce a pronikli do města. Vyrabovali několik kostelů, ale stáhli se před příchodem franské armády. Většina franských vojsk dorazila k Paříži v září. Císař se neodvážil jít do přímého konfliktu s Vikingy a dal přednost vyjednávání, když se doslechl o návratu Siegfrieda a jeho mužů. Siegfried hrozil, že vypálí celou Paříž, pokud vikingové nebudou vyplaceni. Počátkem listopadu 886 císař slíbil Normanům, že jim do následujícího března vyplatí 700 liber stříbra za jejich definitivní odchod. Také jim povolil vyplenit přes zimu Burgundsko, které nebylo císaři nakloněno. Poté Karel Tlustý odejel z Paříže do Soissons. Za ním odejel Siegfried a jeho muži, kteří zničili klášter Saint-Médard v Soissons, poté, co císař odejel do Alsaska. Siegfried se vrátil na jaře roku 887, poté odejel do Fríska, kde na podzim zemřel.
Normané museli obejít Paříž a její mosty a tak své lodě táhli po pevnině až k Marně. Odtud pokračovali na Seinu a na Yonne. Zaútočili na Melun a 30. listopadu 886 obklíčili Sens, který odolal. Tak jako v případě Paříže vyplenili okolní území (ušetřili však klášter Saint-Denis-lès-Sens). Vyrabovali kláštery Saint-Germain d'Auxerre, Beze a Flavigny, kde zůstali od 11. do 25. ledna 887. V květnu se vrátili k Paříže do svého původního tábora u Saint-Germain-des-Prés. Zde získali slíbené výkupné 700 liber, které nový biskup Anschéric získal u císaře v Kirchheimu. Ale místo aby odjeli po proudu řeky, rozhodli se postupovat proti proudu. Pokračovali ve směru na Sens, pak se otočili a na podzim dorazili po Marně do Chessy poblíž Lagny, kde rozbili svůj zimní tábor.

## Následky
Reputace Karla Tlustého byla jeho postojem k Vikingům vážně poškozena. Již v prosinci 887 byl šlechtou sesazen z trůnu Východofranské říše a nahrazen Arnulfem Korutanským. To znamenalo konec Karolínské říše. Odo oceňovaný za svůj odboj během obléhání, byl v roce 888 zvolen za krále Západofranské říše na úkor Karla Prostého z karolínské dynastie. Paříž, která neměla za Karlovců velký význam, se prosadila jako strategické centrum Západofranské říše.
Po silném odporu Normané Paříž opustili s jistým vítězstvím: část města byla mezi lety 886 a 887 vyrabována a obléhatelé získali velké výkupné. Dánské nájezdy v západní Francii postupně ustávaly, i když kláštery podél Seiny byly občas vylupovány. Po porážce Normanů u Chartres v roce 911, se tito usadili pod vedením Rolla na dolním toku Seiny, kde vzniklo Normandským vévodstvím. Po jejich konverzi ke křesťanství se stali vazaly Franků.